# 蒂涅爾河
46°24′08″N 6°55′30″E / 46.40229°N 6.92509°E
蒂涅爾河是瑞士的河流，位於該國西部，流經沃州，屬於羅訥河的支流，河道全長6.2公里，流域面積11平方公里，最終在維勒訥沃附近注入萊芒湖。